# 知津狩川
知津狩川（しらつかりがわ）は、北海道石狩市を流れる石狩川水系の一級河川。上流から見て石狩川最後の支流である。なお本項ではかつての流路である旧知津狩川についても述べる。

## 地理
石狩市北部の阿蘇岩山中腹に源を発し、五の沢川・地蔵沢川を合わせ石狩市内を流れる。かつては厚田村との境界となっていた。増毛山地の南端部を流れるため地形はあまり平坦でなく、程なく石狩川へ流入する。とは言うものの河口は日本海に限りなく近い。流路延長14.5 kmのうち、道管理の一級河川指定区間は五の沢川合流地点から河口までの7.5 km。
中流域の高岡地区では1889年（明治22年）の開拓初期から水稲稲作が行われており、上流開発による流量減少対策として五の沢川・地蔵沢川をせき止め、1930年（昭和5年）にそれぞれ五の沢池・高富貯水池が作られた。
かつては現在の流路より北部へ蛇行し、シップ湿原を経由し日本海へ直接流入していたが、川幅の狭さと蛇行の激しさのために氾濫を繰り返した。1936年（昭和11年）より河川改修を行うことで水害は収まったが、集中豪雨の際にはやはり被害が大きく、流域の治水・水防事業は続けられた。1987年（昭和62年）には流量調節のため高富貯水池に高富ダムが着工し、2005年（平成17年）に竣工している。なお石狩川へ合流する河道が新たに作られ、旧河道は「旧知津狩川」となっている。この旧知津狩川は事実上は知津狩川の分流であるにもかかわらず、石狩川水系とは独立した二級水系である（全区間が二級河川指定）。

## 由来
アイヌ語で「シララ・トゥカリ」（岩の・手前）を意味する。石狩平野から見て砂浜続きの海岸であったのが、知津狩川の近辺で初めて山場になることから（日本海に直接注いでいた頃、海中には岩が所々で現れていた）。増毛山地と石狩平野のまさしく境界部を流れていることが、名称に示されている。

## 支流
- 堀頭川
- 地蔵沢川
  - 鈴木の沢川
- 五の沢川
- 八の沢川